# 濱田武士
濱田 武士（はまだ たけし、1969年 - ）は、日本の漁業経済学者。
専門は、水産政策論・漁業協同組合論・漁業権に関する研究。1999年、北海道大学より博士（水産学）。

## 経歴
大阪府吹田市出身。
1993年北海道大学水産学部卒業。1999年北海道大学大学院水産学研究科博士課程修了。その後、水産経営技術研究所研究員や東京水産大学水産学部助手などを経て、2006年東京海洋大学海洋科学部助教授。2007年同海洋科学部准教授。2014年岩手大学人文社会科学部客員准教授（～2016年）。2016年北海学園大学経済学部教授。2022年北海学園大学開発研究所長。

## 著書
- 『伝統的和船の経済』農林統計出版、2010
- 『漁業と震災』みすず書房、2013
- 『日本漁業の真実』筑摩書房、2014
- 『魚と日本人』岩波書店、2016
- 『漁業と国境』共著、みすず書房、2020
- 『図解　知識ゼロからの現代漁業入門』共著、家の光協会、2017初版・2021最新版

## 注
1. ↑  HMV&BOOKS online
2. ↑  みすず書房・著者紹介
3. ↑  以上につきマイポータル